# Jonas Mukamba Kadiata
Jonas Mukamba Kadiata Nzemba est un homme politique de la république démocratique du Congo né le 4 janvier 1931 à Tshikapa. En 2006, il se présente comme candidat à l'élection présidentielle de juillet 2006.

## Biographie
Jonas Mukamba Kadiata est le fils de Ilunga Lubumbashie et de Ngomba Shilumbayi, marié à madame Bintou, il est le père de plusieurs enfants dont l'entrepreneur Edouard Moukendy.

## Formation et parcours universitaire
Jonas Mukamba fait ses études primaires à la mission catholique Mayi-Munene de Tshikapa. Il fait ses études secondaires au petit Séminaire de Kabwe près de Kananga. Il finit ses études en 1961, en tant que licencié de l'Université catholique de Louvain en sciences politiques et administratives.

## Carrière professionenelle
Jonas Mukamba Kadiata est président de la société minière de Bakwanga et du club de football kinois Daring Club Motema Pembe Imana,.
Il est gouverneur de différentes provinces.